# Aeropuerto Internacional de Yuma
El Aeropuerto Internacional de Yuma o el Yuma International Airport (IATA: YUM, OACI: KNYL, FAA LID: NYL), es un aeropuerto de uso compartido junto con la Marine Corps Air Station Yuma, y está localizado a tres millas náuticas (5,5 km) al sur del Distrito Financiero Central de Yuma, una ciudad del condado de Yuma, Arizona, Estados Unidos. El aeropuerto se usa sobre todo para la aviación militar, pero también llegan dos aerolíneas comerciales. 
El código de identificador otorgada por la FAA fue YUM (ICAO: KYUM) hasta junio de 2008, cuando fue cambiado para usar el código de MCAS Yuma de NYL (ICAO: KNYL). El código IATA del aeropuerto, usado para vuelos comerciales, es YUM.

## Aerolíneas y destinos

### Destinos nacionales
| Ciudades       | Aeropuerto                                     | Aerolíneas        |
| Estados Unidos | Estados Unidos                                 | Estados Unidos    |
| -------------- | ---------------------------------------------- | ----------------- |
| Arizona        |                                                |                   |
| Phoenix        | Aeropuerto Internacional de Phoenix-Sky Harbor | American Airlines |
| Texas          |                                                |                   |
| Dallas         | Aeropuerto Internacional de Dallas-Fort Worth  | American Airlines |